# Xiangxiang
Koordinaten: 27° 44′ N, 112° 31′ O
Die Stadt Xiangxiang (chinesisch 湘乡市, Pinyin Xiāngxiāng Shì) ist eine kreisfreie Stadt, die zum Verwaltungsgebiet der bezirksfreien Stadt Xiangtan im Osten der chinesischen Provinz Hunan gehört. Sie hat eine Fläche von 2.004 km² und zählt 812.100 Einwohner (Stand: Ende 2018).
Die Stätte der Dongshan-Akademie (Dongshan shuyuan jiuzhi 东山书院旧址), die 1895 gegründet wurde, steht seit 2006 auf der Liste der Denkmäler der Volksrepublik China (6-1007).

## Persönlichkeiten
- Xiao San (1896–1983), Revolutionär, Dichter, Schriftsteller, Publizist, Literaturkritiker und Chefredakteur mehrerer Zeitschriften
- Chen Geng (1903 oder 1904–1961), Großgeneral der Roten Armee bzw. der Volksbefreiungsarmee und Politiker